# Abdalláh Jamín
Abdalláh Jamín Abdul Gajum (* 21. května 1959 Male, Britská Indie) je maledivský politik, který v letech 2013 až 2018 zastával úřad maledivského prezidenta. Byl teprve druhým demokraticky zvoleným prezidentem této země.

## Život
Po dokončení bakalářského studia v Bejrútu v Libanonu se vrátil na Maledivy, kde pracoval nejprve jako sekretář na Ministerstvu financí a poté jako ředitel výzkumu v oddělení výzkumu a mezinárodních organizací na Maledivském měnovém úřadě (MMA). Po dokončení postgraduálního studia působil na Ministerstvu obchodu a průmyslu, a to nejprve jako zástupce ředitele a generální ředitel a nakonec jako ministr.
V této vládní pozici Jamín modernizoval obchodní odvětví, přispěl k rozvoji ekonomiku a zahraničním investicím v zemi. K tomu přispělo mimo jiné jeho členství Multilaterální agentuře pro investiční záruky a dalších mezinárodních obchodních a investičních organizacích. Kromě pozice ministra obchodu a průmyslu (později ministra obchodu, průmyslu a práce) zastával rovněž úřad ministry pro vysokoškolské vzdělávání, zaměstnanost a sociální zabezpečení v letech 2005 až 2007 a ministra cestovního ruchu a civilního letectví v roce 2008.
Po několikaletém členství ve straně Lidové Aliance (PA), kterou pomáhal založit, se v roce 2010 stal členem Progresivní strany Malediv (PPM). V roce 2013 kandidoval v prezidentských volbách proti bývalému prezidentovi Mohamedu Našídovi, který jej v prvním kole voleb porazil poměrem 45,45 % hlasů proti 25,35 %. Ve druhém kole však zvítězil Gajum poměrem 51,39 % hlasů proti 48,61 %.
V následných volbách v září 2018 jej porazil opoziční kandidát Ibráhím Muhammad Sulih.